# Erepublik
Erepublik és un videojoc multijugador massiu en línia (MMO), servei de xarxa social i un joc de navegador d'estratègia desenvolupat per eRepublik Labs que es llançà el 21 d'octubre del 2008, substituint la fase beta que hi havia disponible des del 20 de novembre de 2007; encara que l'accés al joc era per invitacions privades. El joc permet que jugadors adquireixin el rol d'un ciutadà individual en un mirall del món real. Ha estat desenvolupat per Alexis Bonte i George Lemnaru.
El joc es desenvolupa en un món paral·lel anomenat New World (Nou món) on el jugadors, conegut com a citizens (ciutadans), participen de la política local i nacional, estableixen polítiques econòmiques, creen negocis i mantenen guerres amb altres països. Actualment hi ha 23 membres de l'equip, a banda dels fundadors.